# دیزاخ‌لی
دیزاخ‌لی (به لاتین: Dizaxlı) یک منطقه مسکونی در جمهوری آذربایجان است که در شهرستان قبله واقع شده است. دیزاخ‌لی ۵۲۵ نفر جمعیت دارد.